# سليمان لفشيتز
سليمان لفستشيتز (بالإنجليزية: Solomon Lefschetz)‏ هو عالم أمريكي في مجال الطوبولوجيا الجبرية ولد في 3 سبتمبر 1884 في موسكو، الإمبراطورية الروسية، حائز على جائزة قلادة العلوم الوطنية الأمريكية.

## وصلات خارجية
- الموقع الرسمي لجائزة قلادة العلوم الوطنية الأمريكية